# Rindy Anne Loucks
Rindy Anne Loucks (* 2. Februar 1970 in Victoria, British Columbia) ist eine kanadische, für Jamaika startende, Skeletonpilotin.
Rindy Anne Loucks wuchs in Courtenay auf, begann 2003 mit dem Skeletonsport und wird von Cristiano Paes trainiert. Zuvor versuchte sie sich im Basketball, der Leichtathletik und im Triathlon. Zwischen 1999 und 2004 studierte sie an der Simon Fraser University und wurde Lehrerin. Für den Skeletonsport gab sie ihre Tätigkeit als Offizier der Freiwilligen Feuerwehr 2005 nach acht Jahren auf. Ihren ersten wichtigen Wettkampf bestritt Loucks 2005 im Rahmen der kanadischen Meisterschaften 2004, wo sie 16. wurde. Bei den folgenden kanadischen Meisterschaften wurde sie 12., Siebte und Elfte. Erst im April 2008 bestritt sie ihre ersten Rennen im Skeleton-America’s-Cup und wurde zweimal 20. in Lake Placid. In Calgary erreichte sie im November des Jahres mit zehnten Plätzen ihre ersten Top-Ten-Resultate. Zur Saison 2008/09 rückte sie in den Skeleton-Intercontinental-Cup auf. Ihre ersten drei Rennen in Lake Placid und Calgary beendete die Kanado-Jamaikanerin als 20. Höhepunkt der Saison wurde die Teilnahme an der Skeleton-Weltmeisterschaft 2009 in Lake Placid, wo Loucks auf den 26. Platz kam.